# Escó
Un escó (també se'n pot dir escon) és el seient dels parlamentaris en les diferents cambres de representació legislativa de cada país. Avui en dia aquest nom es fa extensiu a la seva acta de diputat.
Originalment un escó era un banc llarg amb respatller ample.
En funció de cada país i tipus de cambra (cambra alta o cambra baixa) el número varia, sent el seu nombre proporcional a la seva població o fix per territoris.
Actualment el Parlament de Catalunya compta amb 135 escons, les Corts Valencianes compten amb 99 escons i el Parlament de les Illes Balears amb 59 escons.

## Altres exemples
- Argentina: Cambra de Diputats, 257 escons; Senat 72.
- Bolívia: Cambra de Diputats, 130; Senat 27.
- Colòmbia: Congrés de la República: Cambra de Representants, 166; Senat, 102.
- Espanya: Congrés dels Diputats, 350; Senat, 259.
- Estats Units d'Amèrica: Cambra dels Representants, 435; Senat, 100.
- França: Assemblea Nacional, 577; Senat, 331.
- Itàlia: Cambra de Diputats, 630; Senat, 315.
- Regne Unit: Cambra dels Comuns, 646; Cambra dels Lords, 753.
- Romania: Cambra dels Diputats, 332; Senat, 137.
- Parlament Europeu: 753.